# Dick Klein
Richard Oland Klein, född 16 september 1920 i Fort Madison i Iowa, död 10 oktober 2000, var en amerikansk idrotts- och affärsman som startade Chicago Bulls basketlag 1966.  Han var också lagets första general manager och arbetade senare som scout för National Basketball Associations Phoenix Suns.